# Paula Saldanha
Paula Werneck Saldanha (Rio de Janeiro, 19 de julho de 1953) é uma jornalista, apresentadora, escritora, ilustradora e ambientalista brasileira. Tornou-se referência da documentação e conscientização sobre as riquezas naturais, étnicas e culturais do Brasil, o que lhe rendeu prêmios e homenagens no país e no exterior.
Tem 43 livros publicados e cerca de 800 documentários de média e curta metragem realizados. É constantemente lembrada como apresentadora do Globinho, telejornal infanto-juvenil da TV Globo. Como presidente do Instituto Paula Saldanha, organizou e financiou expedições que oficializaram o local da nascente do Amazonas, maior rio do mundo. Foi protagonista de uma mudança de atitude sobre as questões ambientais na televisão brasileira.

## Biografia
Começou a se engajar na Literatura muito nova e, com 18 anos, tinha três livros publicados. O primeiro, Tuc-Tuc, foi lançado em 1972 pela editora Primor-Larousse. hoje tem 43 livros publicados e cerca de 800 documentários de média e curta metragem.
É constantemente lembrada como apresentadora do Globinho, programa infanto-juvenil da TV Globo que estreou na década de 1970. Mas, antes de assumir as telas diariamente em 1977 à frente do Globinho, a jornalista já havia estreado na programação da emissora, apresentando o Fantástico e o Jornal Hoje.
Além do Globinho, criou, para exibição na grade da emissora em 1979, o Globinho Repórter, que ficou marcado pelo pioneirismo de um programa de TV focado no tema Ecologia.
Com a mesma temática jornalismo ambiental, produziu inúmeras reportagens especiais para a Globo. No Fantástico, foi protagonista de uma mudança de atitude sobre as questões ambientais na TV, nas décadas de 1980 e 90, com reportagens especiais independentes, produzidas em diversas regiões do Brasil.
Produziu matérias especiais sobre meio ambiente também para a TV Manchete. Nesta emissora, criou o programa Terra Azul, exibido em 1989 e 1990.
Atualmente apresenta e dirige o programa Expedições, criado em 1995 e exibido na TV Brasil. Expedições é a mais longa série de TV de sua produtora RW Cine, em sociedade com o biólogo Roberto Werneck e os filhos do casal.
Além disso, é presidente do Instituto Paula Saldanha, fundado em 1991 com o nome de Instituto Cultural Ecológico Terra Azul. Através desta Ong, é responsável por uma série de projetos e por um acervo de centenas de obras audiovisuais.
Entre os últimos projetos, destaca-se Biodiversidade, lançado em 2011, nos 20 anos de existência do Instituto Paula Saldanha. O objetivo é difundir conhecimentos sobre a riqueza natural, étnica e cultural do Brasil, em parceria com o Instituto Chico Mendes de Conservação da Biodiversidade (ICMBio), do Ministério do Meio Ambiente.

## Vida Profissional
Começou a se engajar na Literatura muito nova. Sua carreira começou em 1970, aos 16 anos, quando escreveu seu primeiro livro, Tuc-Tuc, que foi publicado no Brasil e na Europa. Quatro anos depois, após uma entrevista que concedeu à TV Globo, foi convidada a iniciar os trabalhos na emissora, como apresentadora do programa Fantástico.
Após estrear no Fantástico, em 1974, passou a apresentar também, a partir de 1976, o Jornal Hoje, onde foi produtora de assuntos infanto-juvenis. Já conhecida pelo grande público por suas reportagens focadas sobretudo em Literatura e meio ambiente, passou a ser referência no universo infanto-juvenil à frente do Globinho, a partir de 1977.
Amplamente engajada nas questões ambientais, criou, em 1979, o primeiro programa de meio ambiente para a TV brasileira, o Globinho Repórter, exibido aos sábados na Globo – pioneirismo de um programa de TV focado no tema Ecologia.
Paula Saldanha comandou o Globinho até 1983. As matérias jornalísticas, apresentadas em tom lúdico no programa, contavam com repórteres-mirins em várias regiões do Brasil e levantavam questões de vanguarda. Junto com seu companheiro, o biólogo e documentarista Roberto Werneck, passou a realizar, em 1977, produções independentes para a TV Globo e, em 1979, fundaram a RW Cine.
Na década de 1980 e início de 1990, produzia matérias independentes sobre meio ambiente para o Fantástico e, ainda, para a TV Manchete, com o programa Terra Azul.
Em 1991, Paula criou o Instituto Cultural Ecológico Terra Azul, com amigos, como Oscar Niemeyer e Darcy Ribeiro, para desenvolver projetos nas áreas cultural, social e ambiental. A partir de 2005, a ONG passou a se chamar Instituto Paula Saldanha.
Em 1992, a convite do Governo brasileiro, produziu para a Rio 92 (Conferência da ONU sobre Meio Ambiente e Desenvolvimento – Rio Centro), documentários e exposições bilíngues com seu acervo, para os chefes de estado de mais de 150 países. Em 1994, a jornalista formou a primeira equipe de TV do mundo a registrar a verdadeira nascente do Rio Amazonas. Este documentário deu origem à série Expedições, em 1995, e atualmente exibida na TV Brasil. De 1995 a 2013, apresentou e dirigiu o programa Expedições, e continua como supervisora de conteúdo dessa série, exibida na TV Brasil. Expedições é a mais longa série de TV de sua produtora RW Cine, em sociedade com o biólogo Roberto Werneck e os filhos do casal. Os mais 400 documentários média-metragem já exibidos no Expedições analisam, de forma orgânica, as relações do homem com a natureza, a história e a cultura.
Entre 1994 e 2009, realizou várias expedições por todo o curso do rio Amazonas, até sua foz, com o objetivo de chamar a atenção para a importância desse rio para o Brasil e para o futuro do Planeta.
Em 2007, organizou e financiou a Expedição Científica Brasileira e Peruana à Nascente do Rio Amazonas, reunindo cientistas de renomadas instituições, como INPE, IBGE, ANA e IGN, que oficializaram o local onde nasce o maior rio do mundo, no Nevado Mismi, ao sul do Peru. Esta expedição forneceu dados para o INPE realizar a medição do Amazonas – O maior rio do mundo.
Dois anos depois, coordenou e financiou, com a RW Cine, a expedição Amazonas - Maior Rio do Mundo, da Nascente à Foz, de Pedro Werneck, documentarista e filho de Paula e Roberto Werneck. Sua vasta documentação da região amazônica resultou em uma coletânea Expedições em dois volumes de DVDs, somando doze documentários em Português, Inglês e Espanhol, sobre esta imensa região. Sua carreira de sucesso tem marcado a história do jornalismo ambiental no Brasil, tema que pouquíssimos meios de comunicação documentavam até o ano 2000.
Sua produtora, a RW Cine, criada com Roberto Werneck em 1979, proporcionou liberdade de criação de seus documentários jornalísticos e a produção de conteúdos que hoje integram um acervo audiovisual de grande representatividade.
A jornalista costuma resumir que a sua missão é "deixar um legado para as futuras gerações".

## Instituto Paula Saldanha
Paula Saldanha criou, em março de 1991, o Instituto Paula Saldanha, originalmente com o nome de Instituto Cultural Ecológico Terra Azul. Teve entre os sócios-fundadores Darcy Ribeiro e Oscar Niemeyer. Em 2003, foi declarado de utilidade pública.
Presidida por Paula Saldanha, a Ong tem como objetivo promover projetos de mobilização e conscientização da população brasileira em relação a meio ambiente e cultura. Sua missão é contribuir para a formação de uma consciência crítica das novas gerações e melhorar a qualidade de vida das populações brasileiras, dando ao grande público uma macrovisão do Brasil e sua gente.
A captação de recursos para o desenvolvimento dos trabalhos é feita através de convênios, apoio a projetos específicos e prestação de serviços. Entre os parceiros do Instituto Paula Saldanha, está o Instituto Chico Mendes de Conservação da Biodiversidade (ICMBio), do Ministério do Meio Ambiente, através de Termo de Reciprocidade assinado em 27 de agosto de 2010 entre a ONG e esta autarquia federal, para o projeto Biodiversidade. O Projeto prevê conscientizar e mobilizar a população brasileira acerca da vasta biodiversidade do País e sua relação com as populações das diversas regiões.

## Produções
- Apresentação do Fantástico (1974 a 1980 e 1983 a 1985)
- Apresentação e reportagens para Globinho (1977 a 1983)
- Apresentação e reportagens para Jornal Hoje (1976 a 1979 e de 1983 a 1985)
- Produção independente programa Terra Azul - Rede Manchete (1989 e 1990)
- Produção independente Programa de Domingo - Rede Manchete (1990 a 1991)
- Produção independente reportagens para o Fantástico (1987 a 1988 e 1990 a 1992)
- Série Rio 92 – Conferência das Nações Unidas sobre o Meio Ambiente e o Desenvolvimento (1992)
- Série Expedições - Rede Manchete (1995 a 1997)
- Série Expedições - TV Educativa do Rio de Janeiro e TV Cultura de São Paulo (1997 a 2007)
- Série Expedições - TV Brasil (TV Pública) (2007 até hoje)
- Produção dos documentários para o projeto Amazonas Maior Rio do Mundo, para instituições científicas e para televisão: ‘Nascente do Amazonas’, 1994, que deu origem à série ‘Expedições’, ‘Expedição Científica à Nascente do Amazonas’, 2007, e ‘Amazonas, maior rio do Mundo – da nascente à foz’, maio 2009.

## Livros publicados
- “Retratos do Brasil”  (Edição do autor, 2003)
- “Nascente do Amazonas” (Ed. Del Prado. Brasil, Espanha,1999/2000)
- “Pantanal” (Ed. Del Prado. Brasil, Espanha,1999/2000)
- “Parques Nacionais” (Ed. Del Prado. Brasil, Espanha,1999/2000)
- “Litoral” (Ed. Del Prado. Brasil, Espanha,1999/2000)
- “Cerrado” (Ed. Del Prado. Brasil, Espanha,1999/2000)
- “Nordeste” (Ed. Del Prado. Brasil, Espanha,1999/2000)
- “Terra do Sol” (Ed. Del Prado. Brasil, Espanha,1999/2000)
- “Mata Atlântica” (Ed. Del Prado. Brasil, Espanha,1999/2000)
- “Chapadas” (Ed. Del Prado. Brasil, Espanha,1999/2000)
- “Amazônia” (Ed. Del Prado. Brasil, Espanha,1999/2000)
- “Yanomamis” (Ed. Del Prado. Brasil, Espanha,1999/2000)
- “Descobrimento do Brasil” (Ed. Del Prado. Brasil, Espanha,1999/2000)
- “Raízes” (Ed. Del Prado. Brasil, Espanha,1999/2000)
- “Pará e Amapá” (Ed. Del Prado. Brasil, Espanha,1999/2000)
- “Terras do Sul do Brasil” (Ed. Del Prado. Brasil, Espanha,1999/2000)
- “Uma Viagem ao Xingu” (Ed. Del Prado. Brasil, Espanha,1999/2000)
- “Florestas” (Ed. Del Prado. Brasil, Espanha,1999/2000)
- “Brasil Histórico” (Ed. Del Prado. Brasil, Espanha,1999/2000)
- “Natureza no Brasil” (Ed. Del Prado. Brasil, Espanha,1999/2000)
- “Rio de Janeiro” (Ed. Del Prado. Brasil, Espanha,1999/2000)
- “O Lado Verde de São Paulo” (Ed. Del Prado. Brasil, Espanha,1999/2000)
- “Os Cerrados” (Ed. Ediouro, 1996)
- “Mata Atlântica” (Ed. Ediouro, 1996)
- “Os Litorais” (Ed. Ediouro, 1996)
- “As Amazônias” (Ed. Ediouro, 1995)
- “Os Pantanais” (Ed. Ediouro, 1995)
- “Expedições - Retratos do Brasil” (Ed. Salamandra, 1994)
- “Heróis das Gerais” (Ed. F.T.D., 1994)
- “Eldorado - Garimpo Coragem” (Ed. F.T.D., 1994)
- “Balbino em Chamas” (Ed. F.T.D., 1994)
- “Terra do Descobrimento” (Ed. Ediouro, 1994)
- “Um Sonho na Amazônia” (Ed. Ediouro, 1994)
- “Quilombo de Frechal” (Ed. Ediouro, 1994)
- “Do Outro Lado do Mar”  (Ed. Salamandra/1992)
- “Gente da Floresta” (Ed. Memórias Futuras/1989)
- “Mistérios e Assombrações” (Ed. Memórias Futuras/1988)
- “Mil Borboletas” (Ed. Memórias Futuras/ 1986)
- “Tuc-Tuc na Cidade” (Ed. Memórias Futuras/1985)
- “O Praça Quinze” (Ed. José Olympio/1981)
- “Tuc-Tuc Meets the Crab” (Panda Publishing/Inglaterra, 1973)
- “Zeca e Margarida” (Ed. Primor, 1972)
- “Tuc-Tuc” (Ed.Primor 1972 / M. Futuras 1985)

## Ilustrações publicadas
- “Criança é Coisa Séria” (Roseana Murray/ Ed. M.Futuras,1991)
- “Cabelos de Cenoura” (Lucília de Almeida Prado/ Ed. M. Futuras, 1988)
- “Histórias de Ballet” (Luiza Lagoas Ed. M. Futuras, 1985)
- “O Menino e a Sombra” (Orígenes Lessa / Ed. Nórdica, 1981)
- “Brincando na Praça” (Regina Yolanda/ Ed.Ao Livro Técnico, 1974)
- “Juquinha e Sua Turma” (Regina Yolanda/ Ed. Ao Livro Técnico, 1974)
- “O Macaco Inventor” (Leo Vitor/ Editora Lia, 1972)

## Prêmios e menções honrosas
- MEDALHA IBAMA, por sua contribuição na construção de políticas e por suas ações em defesa da causa ambiental (2009)
- TROFÉU CHICO MENDES – Gramado Cine Vídeo Festival (2009)
- MEDALHA PRESIDENTE JUSCELINO KUBITSCHECK, por relevantes serviços prestados ao país (2006)
- PRÊMIO VERDE DAS AMÉRICAS, pelo seu trabalho comprometido com as questões socioambientais, carregando a responsabilidade de defender, preservar e proteger a natureza, em prol do equilíbrio ambiental do planeta (2002)
- Prêmio ‘THE GOLDEN PINE’, melhor vídeo do International Film Festival, Zlatibor, Yugoslávia (1998)
- Prêmio Adolfo Aizen – Melhor Reportagem, da União Brasileira de Escritores, pelos livros “Heróis das Gerais”, “Balbino em Chamas” e “Eldorado Garimpo Coragem” (1994)
- Indicação da FNLIJ como “Altamente Recomendável para Jovens” para a Coleção “Brava Gente”: livros - “Quilombo de Frechal” , “Terra do Descobrimento” e “Um Sonho na Amazônia” - texto Paula Saldanha/ ilustrações Regina Yolanda (1994)
- Indicação da FNLIJ como “Altamente Recomendável para Jovens” para a Coleção “Heróis de Todo o Brasil”: livros - “Heróis das Gerais”, Eldorado - Garimpo Coragem” e “Balbino em Chamas” - texto Paula Saldanha/ ilustrações Regina Yolanda (1994)
- Prêmio Alessandro Porro, da União Brasileira de Escritores, para “Do outro lado do Mar” (1993)
- Indicação da Fundação Nacional do Livro Infantil e Juvenil como “Altamente Recomendável para Jovens” para o livro “Do Outro Lado do Mar” - texto Paula Saldanha/ ilustração Regina Yolanda (1993)
- Prêmio MELHOR DOCUMENTÁRIO, Festival de Cinema Infantil de Ciudad Guayana, Venezuela, pela produção “UM CAMINHO PARA GAIA” (1992)
- Prêmio MELHOR VÍDEO, Festival Internacional de Cinema Infantil do Uruguai, pela produção “AS BALEIAS ESTÃO VOLTANDO” (1992)
- Moção/ Câmara Municipal do Rio de Janeiro, “pelos relevantes trabalhos em prol da Ecologia” (1991)
- Prêmio Embratur, pelo conjunto de obra audiovisual (1990)
- Prêmio MELHOR VIDEO DOCUMENTÁRIO, Festival Internacional de Cinema do Rio de Janeiro, pela produção “A MORTE DO ARAGUAIA” - texto, apresentação e direção (1988)
- Prêmio MELHOR VIDEO, Mostra Internacional do Filme Científico (RJ), para a produção “AMAZÔNIA 85” (1986)
- Menção Honrosa 1ª Mostra Brasileira do Filme e Vídeo em Ciência e Tecnologia (CNPQ), para “O HOMEM PRIMITIVO BRASILEIRO” (1986)
- Prêmio Especial de Literatura Juvenil da APCA (Associação Paulista de Críticos de Arte), pelo livro “O PRAÇA QUINZE” (1981)
- Diploma “Amigo do Livro”, concedido pela Câmara Brasileira do Livro (1980)